# Nina Zimmer
Pour les articles homonymes, voir Zimmer.
Nina Zimmer, née en 1973, est une historienne de l’art et commissaire d’exposition. Elle est directrice du musée des Beaux-Arts de Berne et du Zentrum Paul Klee depuis août 2016.

## Publications
- (en) Nina Zimmer (dir.) et Maren Stotz (dir.), Andy Warhol : the early sixties : paintings and drawings, 1961-1964 (catalogue d’exposition, Kunstmuseum Basel), Hatje Cantz (en), 2010 (ISBN 978-3-7757-2651-1)
- Bernhard Mendes Bürgi (dir.) et Nina Zimmer (dir.), Kunstmuseum Basel : les chefs-d’œuvre : peintures, sculptures, photographies, installations, vidéos, Hatje Cantz, 2011 (ISBN 978-3-7757-2758-7)
- Michael Baumgartner (dir.) et Nina Zimmer (dir.), Klee et les surréalistes (catalogue d’exposition, Zentrum Paul Klee), Hatje Cantz, 2016 (ISBN 978-3-7757-4155-2)
- (en) Nina Zimmer (dir.), The figurative Pollock (catalogue d’exposition, Kunstmuseum Basel), Prestel, 2016 (ISBN 978-3-7913-5586-3)[1]
- Nina Zimmer et Sébastien Delot, « Préface », dans Paul Klee : entre mondes (catalogue d’exposition, Lille Métropole - musée d'Art moderne, d'Art contemporain et d'Art brut, Zentrum Paul Klee), Flammarion, 2021 (ISBN 978-2-0802-3665-4), p. 9-13
- Nina Zimmer (dir.), Natalie Dupêcher (dir.) et Anne Umland (dir.), Meret Oppenheim : my exhibition (catalogue d’exposition, Kunstmuseum Bern, Menil Collection, Museum of Modern Art), Museum of Modern Art, 2021 (ISBN 978-1-63345-129-2)[2]